# Hospital Serranía de Ronda
El Hospital Serranía de Ronda (también conocido como Hospital de las Delicias) es un centro hospitalario gestionado por el Servicio Andaluz de Salud, situado en el municipio de Ronda.
La Universidad de Málaga es la institución académica afiliada al hospital. 

## Área de influencia
Dentro del Sistema Sanitario Público de Andalucía, está catalogado como Hospital Comarcal y cubre la atención médica especializada del Área Sanitaria Serranía de Málaga, que comprende los municipios de Algatocín, Benalauría, Gaucín, Jubrique, Atajate, Benadalid, Benarrabá, Genalguacil, Benaoján, Cortes de la Frontera, Jimera de Líbar, Montejaque, Ronda, Alpandeire, Arriate, Cuevas del Becerro, El Burgo, Igualeja, Cartajima, Faraján, Júzcar, Los Prados, Montecorto, Parauta, Pujerra y Serrato. Asimismo, también presta atención hospitalaria a algunos municipios de la Sierra de Cádiz, como son Setenil de las Bodegas, Alcalá del Valle, El Gastor, Torre-Alháquime y Olvera.

## Centros asociados

### Centros de salud mental
- Unidad de Salud Mental Comunitaria Ronda

### Centros de diálisis
- Hospital La Serranía - Nefrología

## Historia
El hospital fue planificado y construido originalmente por la Caja de Ahorros de Ronda, siendo dotado de instalaciones médicas vanguardistas y abierto en 1976 con el nombre de Clínica Médico Quirúrgica Sagrada Familia. Así pues, durante sus inicios estuvo funcionando como centro privado concertado, hasta su venta por un importe simbólico al Insalud, que posteriormente delegó sus competencias al Servicio Andaluz de Salud, siendo entonces renombrado como Hospital de la Serranía de Ronda.
En abril de 2017, después de 30 años de su inauguración, abandona su edificio original para instalarse en uno nuevo de mayor envergadura y dotado de mejoras asistenciales, con un total de 152 habitaciones individuales, convirtiéndose así en el primer centro hospitalario de la provincia de Málaga con el total de sus habitaciones de uso individual.

## Instalaciones
El hospital se encuentra situado en las afueras de Ronda, junto a la carretera que conecta la localidad con San Pedro de Alcántara.
En el antiguo edificio la parte principal era un edificio alargado de tres plantas delante del cual se construyó posteriormente otro ala de estilo más moderno que albergaba la entrada principal, oficinas, cafeterías y urgencias. En la parte posterior se encontraba otro edificio de planta semicircular con pasillos curvos que albergaba diferentes áreas de hospitalización y la zona quirúrgica en su planta semisótano. A la derecha del edificio principal se encontraba otro edificio de planta cuadrada con patio central dedicado a consultas externas y maternidad. Todos los bloques mencionados se encontraban unidos por rampas, escaleras y ascensores.
En el exterior del edificio se encontraban instalaciones adicionales como lavandería, torre de gases y bloques técnicos. En la parte posterior del complejo había una explanada de aparcamientos a varios niveles con entrada independiente.
También se ubicaban dentro del complejo hospitalario la Escuela Universitaria de Enfermería Virgen de la Paz, dependiente de la Universidad de Málaga, y el Campamento de Verano de las Delicias, promovido por la Obra Social de Unicaja.
El Hospital Comarcal de Ronda, se sitúa en las afueras de la ciudad en una ladera rodeada de encinas. Con unas dimensiones de unos 34.000 m² dispersas en cuatro plantas, el hospital presenta módulos para usos asistenciales dispuestos contra la pendiente. Un gran vestíbulo de triple altura, accesible por una marquesina, sirve como centro neurálgico del edificio. Además, se encuentra rodeado de áreas públicas como cafetería y salón de actos. En la parte trasera, se ubica un bloque para funciones menos públicas, mientras que en el extremo suroeste se encuentra el edificio central de instalaciones, conectado con las plantas de casetones. El estudio de arquitectura encargado de su realización fue Argola Arquitectos en 2016.

## Servicios
El hospital cuenta con 152 camas, repartidas en habitaciones individuales. El bloque quirúrgico dispone de siete quirófanos. 
La cartera de servicios del hospital se compone de:
- Especialidades médicas
  - Cuidados críticos y urgencias
  - Medicina física y rehabilitación
  - Medicina interna
    - Aparato digestivo
    - Cardiología
    - Neumología
    - Hemodiálisis
    - Endocrinología y nutrición
    - Nefrología
    - Neurología
    - Oncología médica

  - Pediatría
  - Salud Mental
- Especialidades médico-quirúrgicas
  - Anestesiología y reanimación
  - Cirugía general y digestiva
  - Cirugía ortopédica y traumatología
  - Dermatología y venereología
  - Obstetricia y ginecología
  - Oftalmología
  - Otorrinolaringología
  - Urología
- Especialidades diagnósticas
  - Análisis clínicos
  - Anatomía patológica
  - Radiodiagnóstico
- Generales
  - Farmacia hospitalaria
  - Medicina preventiva y salud pública
  - Hospital de día médico
  - Hospital de día quirúrgico